# Mandritsara
Mandritsara es una ciudad y comuna (Comuna Urbana, malgache : kaominina ) en el norte de Madagascar. Pertenece al distrito de Mandritsara, que es una parte de la Región de Sofía. La población de la comuna se estima en aproximadamente 17 000 habitantes en el censo del año 2001.
Mandritsara está servida por un aeropuerto local. Además de la escuela primaria de la ciudad ofrece la educación secundaria, tanto a nivel júnior como sénior. La ciudad tiene un tribunal de justicia permanente y el hospital Hopitaly Vaovao Mahafaly, un hospital misionero bautista cuyo nombre significa "el Hospital Good News" (o, literalmente, "el Hospital de las noticias que te hacen feliz")
La agricultura y la cría de ganado proporciona empleo a 40% y el 35% de la población activa. El cultivo más importante es el arroz, mientras que otros productos importantes son el maní y la yuca. Los servicios proporcionan empleo a 25% de la población.

## Naturaleza
- Reserva Marotandrano está a 42 km de Mandritsara.